# Daniel Majstorović
Daniel Majstorović (szerbül: Данијел Мајсторовић; Stockholm, 1977. április 5. –) szerb származású svéd válogatott labdarúgó.

## Sikerei, díjai
Malmö
- Svéd bajnok (1): 2004
- Svéd kupagyőztes (1): 2002

Basel
- Svájci bajnok (1): 2007–08
- Svájci kupagyőztes (1): 2007–08

Celtic
- Skót bajnok (1): 2011–12
- Skót kupagyőztes (1): 2011